# Raymond de Wazières
Raymond de Wazières né le 23 mars 1910 et mort le 29 mai 1984, est un homme politique français.

## Biographie
Raymond de Wazières est né à Roëllecourt (Pas-de-Calais) et décédé à Acheux-en-Amiénois. Agriculteur à Acheux après 1945, fondateur et président de la coopérative agricole La Solidaire d'Albert, maire d'Acheux de 1953 à 1979, conseiller général du canton d'Acheux-en-Amiénois de 1949 à 1979. Il fut président de syndicats d'électricité et de l'Union départementale des coopératives de stockage des céréales. Après trois échecs à la députation sous la IVe République, il est élu sénateur de la Somme en 1959 et le resta jusque 1977. Il siégea au groupe de la Gauche démocratique. Il fut un ardent défenseur de la cause agricole. Opposant au général de Gaulle, il vota cependant pour les pouvoirs spéciaux en Algérie, mais contre la création de la de force de frappe nucléaire et le projet de réforme du Sénat de 1969. Il vota par contre en faveur de la Loi Neuwirth en 1967. Sous le septennat de Valéry Giscard d'Estaing, il vota pour l'abaissement de la majorité à 18 ans et pour l'adoption de la Loi Veil sur l’interruption volontaire de grossesse en 1975.

## Fonctions et des mandats

### Élu local
- maire d'Acheux en Amiénois de 1953 à 1979.
- Conseiller général du canton d'Acheux-en-Amiénois de 1949 à 1979.

### Mandat parlementaire
- 26 avril 1959 - 2 octobre 1977 : Sénateur de la Somme

## Pour approfondir